# Amphibromus scabrivalvis
Espèce
Amphibromus scabrivalvis est une espèce de plantes monocotylédones de la famille des Poaceae,  sous-famille des Pooideae, originaire d'Amérique du Sud.
Ce sont des plantes herbacées vivaces, aux tiges (chaumes) dressées pouvant atteindre un mètre de haut.
Les gaines foliaires basales, épaissies, forment une sorte de bulbe. L'inflorescence est une panicule.

## taxinomie

### Synonymes
Selon Catalogue of Life (3 décembre 2017) :
- Amphibromus scabrivalvis var. indigestus Nicora
- Avena scabrivalvis Trin.
- Bromus gilliesii Nees
- Bromus holciformis Steud.
- Helictotrichon scabrivalve (Trin.) G.C.Tucker

### Liste des variétés
Selon Tropicos (3 décembre 2017) (Attention liste brute contenant possiblement des synonymes) :
- Amphibromus scabrivalvis var. indigestus Nicora
- Amphibromus scabrivalvis var. scabrivalvis